# アデール・ティシュラー
アデール・ティシュラー（Adair Tishler, 本名: Adair Rae Tishler, 1996年10月3日 - ）は、アメリカ合衆国テネシー州出身の女優である。テレビドラマ『HEROES/ヒーローズ』のモリー・ウォーカー役で知られている。

## 出演作品

### テレビドラマ
- Dr.HOUSE House (2005) シーズン2(第8話)
- HEROES Heroes (2006 - 2008) モリー・ウォーカー(Molly Walker) 役
- ドールハウス Dollhouse (2009,2010) シーズン1(第13話),シーズン2(第13話)